# La sfida del terzo uomo
La sfida del terzo uomo (Third Man on the Mountain) è un film del 1959 diretto da Ken Annakin, tratto dal libro Banner in the Sky di James Ramsey Ullman. Il film ha ispirato l'attrazione Matterhorn Bobsleds di Disneyland in California.

## Trama
Nel 1866, Rudi Matt è un diciottenne che lavora come sguattero in un albergo di Kurtal, in Svizzera. Un giorno, stuzzicato dai discorsi del cuoco Teo, pianta il suo lavoro e va a fare una scalata, fermandosi a contemplare la vetta della Cittadella. Cervino. Viene raggiunto dal grido d'aiuto di un alpinista bloccato in un crepaccio e lo salva. Questi, che si presenta come il capitano inglese John Winter, apprendendo che è il figlio dell'alpinista Josef Matt, morto sulla montagna, gli propone di fargli da guida per l'ascensione alla Cittadella. Rudi però non si sente all'altezza.
Il capitano Winter va a chiedere a Franz Lerner, zio di Rudi, d'ingaggiare lui come guida e il ragazzo come portatore per una scalata a un altro picco, il Wunderhorn. Il giorno dopo parte così la cordata formata da Franz, il capitano e Rudi, che raggiunge la sua meta. Un'iniziativa personale di Rudi lo blocca però su uno sperone roccioso; per andare a recuperarlo, lo zio mette in pericolo la sua vita. Al ritorno, Rudi è molto avvilito.
Winter si reca a Ginevra per impegni e chiede a Franz di scalare insieme la Cittadella al suo ritorno. La guida però, per punire il nipote, vende i suoi scarponi nuovi da montagna, che sono acquistati da Lizbeth Hempel, la figlia del datore di lavoro di Rudi, di cui il ragazzo è innamorato. Per restituire 
un po' di fiducia al giovane, Teo  organizza un'escursione con lui e Lizbeth, facendogli scalare uno sperone roccioso con una pesante 
zavorra.
Sulla via del ritorno, Lizbeth chiede a Rudi di accompagnarla alla festa del paese, dicendogli che gliel'ha chiesto anche Klaus Wesselhoft, una giovane e aitante guida alpina del paese, suscitandone la gelosia. All'albergo, Rudi viene a sapere che Winter è ritornato ma Franz non ha voluto impegnarsi ad accompagnarlo sulla Cittadella. Nuovamente avvilito, Rudi rifiuta di ballare con Lizbeth, spingendola tra le braccia di Klaus. Dopo aver contemplato la Cittadella di notte, si accorda con Winter, che ha ingaggiato come guida Emil Saxo di Broli per unirsi alla sua cordata, raccontandogli falsamente che la madre e lo zio gli hanno dato il permesso.
Teo racconta al consesso delle guide di Kurtal che la spedizione composta da Winter, Saxo e Rudi è partita per la Cittadella; spronati dalle sue parole, diverse guide (tra le quali Franz) si ripromettono d'inseguirli per convincerli a desistere da quella che ritengono un'impresa suicida.
In una notte passata in un rifugio, Winter chiede a Rudi di tornare a Kurtal per convincere suo zio a unirsi a loro, mentre egli e Saxo 
andrebbero a Broli per approvvigionarsi, ma la guida alpina di Broli rifiuta di collaborare con una di Kurtal.
Due giorni dopo Winter e Broli incontrano al bivacco gli inseguitori da Kurtal; stanno per venire alle mani, ma sopraggiunge Rudi, che dice di aver trovato una via per l'ascensione alla Cittadella, forse la stessa seguita da suo padre anni prima. Franz vorrebbe riportare il nipote a casa, ma Teo e Winter lo convincono a lasciarlo proseguire e a unirsi anche lui alla cordata.
Il cunicolo scoperto da Rudi si rivela essere più stretta del previsto e, a giudizio di Saxo, impraticabile; Rudi però riesce a passarvi e a issare i suoi compagni esternamente al di sopra della parete tramite una corda. Winter è dolorante per una ferita alla testa e il gruppo bivacca su un nevaio. Saxo propone a Franz che proseguano solo loro due, ma quest'ultimo rifiuta, così la mattina Saxo parte da solo, ma scivola. È soccorso da Rudi, che lo accompagna giù: intanto Franz e Winter sono ripartiti, ma le due coppie non s'incrociano. Il capitano inglese e la guida svizzera raggiungono la vetta, portando con sé lo zaino di Franz, che avevano trovato salendo, e piantano, a mo' di bandiera, la camicia rossa che era appartenuta al padre di lui. Al loro ritorno a Kurtal sono grandemente festeggiati.

## Produzione

### Romanzo originale
Il film si basò sul romanzo del 1954 Banner in the Sky di James Ramsey Ullman,che aveva scritto anche The White Tower, e che si basava sulla vera storia della prima scalata del Cervino nel 1865. Il personaggio del capitano John Winter è ispirato a Edward Whymper, ma il giovane Rudi è completamente immaginario. Il New York Times lo definì "una superba storia di scalate di montagne per giovani lettori".

### Sviluppo
I diritti per la trasposizione cinematografica furono acquistati da Disney nel luglio del 1957. Si trattò del suo quinto film girato in Gran Bretagna, dopo L'isola del tesoro, Robin Hood e i compagni della foresta, La spada e la rosa e  Rob Roy, il bandito di Scozia.
In gennaio il ruolo principale fu assegnato a James MacArthur, che aveva appena partecipato alla produzione disneyana Johnny, l'indiano bianco. Eleanor Griffin fu incaricata di scrivere la sceneggiatura. La regia fu affidata a Ken Annakin, che aveva già realizzato vari film per Disney. L'altro ruolo principale sarebbe dovuto andare a David Niven.
Nel giugno del 1958 Michael Rennie sostituì David Niven.
Fu il secondo dei cinque film Disney a cui prese parte Janet Munro, dopo Darby O'Gill e il re dei folletti.

### Riprese
Le riprese iniziarono il 23 giugno 1958. Il film fu girato in esterni in Svizzera con Gaston Rébuffat come capo della fotografia della seconda unità di montagna. Fu girato per lo più a Zermatt, una località familiare a Walt Disney da quando vi andava a sciare. Le parti del film in studio furono girate a Londra. Zermatt fu il modello per la cittadina fittizia di Kurtal. Le scene alpinistiche furono girate a Rotenboden.
Tutto il cast e la troupe, per un totale di 170 membri, seguirono un corso d'alpinismo prima dell'inizio delle riprese.
Durante le riprese, James Donald cadde giù da una roccia per sei metri, ma se la cavò con ferite di poco conto. L'operatore assistente Pierre Tairraz cadde in un crepaccio e si ruppe tre costole.
La straordinaria difficoltà della realizzazione di questo film sul Cervino fu documentata nell'episodio Perilous Assignments della serie Walt Disney Presents.
Helen Hayes fece visita a suo figlio James MacArthur sul luogo delle riprese e disse a Disney che le sarebbe piaciuto partecipare al film; questi fece in modo che fosse creata per lei una piccola parte.

## Colonna sonora
La colonna sonora de La sfida del terzo uomo fu composta da William Alwyn e comprende la canzone originale di Franklyn Marks "Climb the Mountain".

## Distribuzione
- 10 novembre 1959 negli Stati Uniti (Third Man on the Mountain)
- 7 marzo 1960 in Italia
- 28 luglio 1961 in Danimarca (Tredie mand på bjerget)

### Edizione italiana
La versione italiana del film è stata curata da Roberto De Leonardis per la società Royfilm; il doppiaggio venne eseguito negli studi di sincronizzazione Titanus di Roma con la partecipazione della C.D.C.

## Accoglienza

### Incassi
Il film incassò 1,7 milioni di dollari tra Stati Uniti e Canada a fronte di un budget di 2 milioni.

### Critica
Bosley Crowther del New York Times scrisse che "è una questione aperta se le tecniche di scalata mostrate qui, e alcune delle azioni alpinistiche disperate, fossero in uso quasi cent'anni fa. Sia come sia, e per quanto ci si possa preoccupare dell'accuratezza storica, l'impresa della scalata è ritratta in modo eccitante sino alla fine [...] e come se non bastasse, lo scenario è incantevole." Variety dichiarò: "Dà il tipo di vertigine che fa sì che lo spettatore si senta rimpicciolire nella sua poltrona e il tipo di emozione che lo fa stare sulle spine." Philip K. Scheuer del Los Angeles Times scrisse: "L'ambientazione da sola [...] vale il prezzo del biglietto. Una troupe di Walt Disney ha passato mesi estenuanti nelle Alpi svizzere macinando con fatica ciak dopo ciak, ma è tornata con una delizia in Technicolor che ricca di tensione, eccitazione e divertimento semplice, senza complicazioni." Richard L. Coe del Washington Post lo definì "un fine esempio di un film narrativo Disney, ben fotografato e ben accolto nel suo complesso." Gli Harrison's Reports dissero, "Come avviene nel caso della maggio parte delle produzioni Disney, si è data un'attenzione meticolosa ai valori della produzione, e il film risulta sovraccarico di sentimenti stucchevoli. Tuttavia, è difficile presentare un argomento logico contro una formula di successo, e sembra che non ci sia ragione, in un'ottica affaristica, per deviare dalla strada segnata di recente da Disney." The Monthly Film Bulletin definì le scene di montagna "efficaci e terribili in modo quasi continuo. Ma Ken Annakin sembra più felice nello scegliere gli angoli delle inquadrature e nel pianificare spericolate scene d'azione che nel dirigere scene dialogate. La recitazione di tutti, a parte Michael Rennie e James MacArthur, è vigorosamente sopra le righe, forse sforzandosi che le scene nella valle sembrino troppo elementari per un pubblico in età scolare. Ma in effetti tutta la produzione, vivace ed eccitante al limite dell'assurdo, sembra calibrata per diventare un classico del cinema per ragazzi."